# Tọa cụ
Toạ cụ (zh. 坐具, ja. zagu), là "dụng cụ để ngồi (thiền)". Ban đầu toạ cụ chỉ là một tấm vải để ngồi và là một trong sáu vật (lục vật) mà một thiền tăng được mang theo tuỳ thân. Nếu thiền sinh đi Hành cước thì toạ cụ thường được xếp gọn và cất giữ dưới y phục. Trong Thiền tông thì toạ cụ trở thành một tấm khăn mà ngày nay cũng còn được sử dụng trong những buổi lễ, ví dụ như khi thiền sinh trải toạ cụ để quỳ lạy, lễ bái. Toạ cụ cũng được nhắc đến trong một vài Công án.